# Корона Тюдорів
Корона Тюдорів (англ. Tudor Crown), також знана як Корона Генріха VIII (англ. Henry VIII's Crown) — імператорська і державна корона англійських і британських монархів. Використовувалась приблизно з часів короля Генріха VIII Тюдора і до Громадянської війни в Англії у 1649 році. Своєю формою нагадувала корону Священної Римської імперії. 
Англійський історик Рой Стронг описував корону як «шедевр раннєтюдорівського ювелірного мистецтва».

## Опис
Точна дата створення корони невідома. Перша письмова згадка про неї міститься в описі дорогоцінностей Генріха VIII 1521 року. Імовірно її було виготовлено на йогр замовлення, або на замовлення його батька Генріха VII. Ця корона мала складнішу будову, ніж її середньовічна попередниця. Вона складалась з двох арок, п'яти тамплієрських хрестів і п'яти геральдичних лілій, оздоблена смарагдами, сапфірами, рубінами, перлинами й діамантами, а також рубіном Чорного принца. В центрі пелюстків геральдичних лілій знаходились золоті фігурки Діви Марії, Святого Георгія, а також три зображення Христа. Після спроб Генріха VIII затвердити за собою статус голови новоствореної англіканської церкви зображення Христа замінили на трьох королів Англії: Едмунда Мученика, Едуарда Сповідника та Генріха VI.

## Подальша доля
Після смерті Єлизавети I та зникнення династії Тюдорів, влада в Англії перейшла до династії Стюартів. Достеменно відомо що Яків I і Карл I носили корону. Після страти Карла I корону Тюдорів було переплавлено, а усі її коштовні компоненти розпродані за 1100 фунтів стерлінгів. Згідно з описом, складеним при продажі королівської власності, вага корони складала 6 фунтів 7 тройських унцій (2,8 кг).
У 2012 році корона була відтворена.
У 2017 році металошукач Кевін Дакетт знайшов один з фрагментів корони (золоту статуетку Генріха VI) у Західному Нортгемптонширі на місці Битви під Несбі. Станом на 2021 рік статуетка знаходиться у Британському музеї.

## В геральдиці
З 1902 по 1953 роки стилізоване зображення корони Тюдорів використовувалось на гербах, прапорах і логотипах багатьох країн Королівства Співдружності як символ Корони і королівської влади.
У 2022 році Чарльз III обрав особисту монограму на основі цієї корони.

Королівська монограма Георга VI
Корона Тюдорів на гербі Сполученого Королівства (1837—1952)
Корона на гербі Квебеку
Прапор Квінсленда
Королівська монограма Чарльза III